# Paul Palmer
Paul Palmer (Lincoln, 18 oktober 1974) is een voormalig internationaal topzwemmer uit Groot-Brittannië, die de zilveren medaille won op de 400 meter vrije slag bij de Olympische Spelen in Atlanta (1996). Zijn internationale doorbraak beleefde de middellange-afstandsspecialist in 1991, toen hij drie gouden medailles (200, 400 en 1500 vrij) won bij de Europese Jeugdkampioenschappen in Antwerpen.
Zijn grootste succes kwam bij de Europese kampioenschappen van 1997 in Sevilla, waar Palmer de titel opeiste op de 200 meter vrije slag. Twee jaar later in Istanboel won de pupil van trainer-coach Ian Turner de titel op de dubbele afstand (400 vrij) in een tijd van 3.48,12.